# Maison forte de Freycenet
La maison forte de Freycenet est un édifice situé à Freycenet-la-Cuche, en France.

## Localisation
La maison forte est située sur le territoire de la commune de Freycenet-la-Cuche, dans le département  de la Haute-Loire, en région Auvergne-Rhône-Alpes.

## Description
Château du XVIIe siècle  sans doute construit sur des bases plus anciennes. Il est à noter que les matériaux utilisés ainsi que le décor sculpté intérieur sont analogues à ceux utilisés à la chartreuse de Bonnefoy dont dépendait la paroisse. La maison forte adopte le plan rectangulaire caractéristique de ce type d'architecture. Elle est flanquée, sur sa façade ouest, d'une tourelle d'escalier demi hors-œuvre. Une cour ceinte d'un mur et fermée par un portail s'étend devant cette façade. À l'intérieur, l'espace est divisé sur chaque niveau en deux pièces principales. L'édifice contient deux grandes cheminées du XVIIe siècle.

## Historique
La maison forte est inscrite au titre des monuments historiques par arrêté du 21 août 1992.

## Protection
Éléments protégés : la maison forte, y compris au rez-de-chaussée, la cuisine voûtée avec sa cheminée et la salle à manger avec ses boiseries et au premier et deuxième étages, les deux salles à cheminée monumentale.